# Mimosa congestifolia
Mimosa congestifolia är en ärtväxtart som beskrevs av Arturo Erhardo Erardo Burkart. Mimosa congestifolia ingår i släktet mimosor, och familjen ärtväxter. Inga underarter finns listade i Catalogue of Life.